# Korita, Idrija
Korita so naselje v Občini Idrija.